# Louis-Eugène Simonis
Pour les articles homonymes, voir Simonis.
Louis-Eugène Simonis, né à Liège le 11 juillet 1810 et mort le 11 juillet 1882 à Koekelberg, est un sculpteur belge. Il a notamment réalisé nombre de sculptures d'importance ornant les bâtiments, monuments et lieux publics dans le centre de Bruxelles.

## Biographie
Eugène Simonis, né le 11 juillet 1810, est le fils de Jean Simon Simonis, saunier, et de Marie Bertrand. Il se marie avec Nathalie Van Schoubroeck à Bruxelles en 1838 et, après le décès de celle-ci en octobre 1840, avec Hortense Orban (sœur de l'épouse de Walthère Frère-Orban, Premier ministre belge) à Liège en 1846.  
Il étudie à l'Académie des beaux-arts de Liège et est un des élèves les plus doués de François-Joseph Dewandre qui a eu une grande influence sur le développement des arts dans la principauté liégeoise. Grâce à une bourse de la fondation Lambert Darchis, Eugène Simonis part à 19 ans poursuivre sa formation en Italie à Bologne puis à Rome entre 1829 et 1836. Il est admis comme élève auprès de Carlo Finelli (it), le disciple de Canova le plus réputé.
Fort de cette formation à l'italienne, il revient en Belgique. Voulant s'adonner librement à son art, il quitte Liège pour s'établir à Bruxelles et y créer son atelier. 
Il expose d'abord ses sculptures lors d'expositions en Belgique, en France et en Angleterre. À partir de 1842, son activité est principalement absorbée par les commandes de sculptures monumentales pour le compte du gouvernement belge. L'enjeu est alors d'inscrire dans la pierre des monuments la conscience nationale naissante de la Belgique. En témoignent la statue équestre de Godefroid de Bouillon sur la Place Royale et le fronton du Théâtre de la Monnaie ou le bas-relief circulaire et les deux lions de la Colonne du Congrès.
Ayant acquis la reconnaissance publique, il est élu conseiller communal de Koekelberg. De même, il est élu membre de l'Académie royale de Belgique le 1er décembre 1845, dans la Classe des Beaux-arts et membre de l'Institut de France. En 1863, il devient directeur et professeur à l'Académie des beaux-arts de Bruxelles et le reste jusqu'en 1877 quand il donne sa démission. Il y est entre autres le professeur de Julien Dillens, de Thomas Vinçotte ou de Charles Samuel.
Il est inhumé à Koekelberg (Berchem-Saint-Agathe).

## Œuvres
- 1834 : Bacchus au tigre
- 1836 : Guerrier combattant pour la patrie et Enfant sauvant un lapin poursuivi par une levrette.
- 1839 : L'Innocence, aux Musées royaux des beaux-arts de Belgique, à Bruxelles.
- 1842 : 
  - L'Enfant au tambour brisé.
  - Jeune fille au bouquet.
- 1846 :
  - Cénotaphe en marbre du chanoine Pierre-Joseph Triest en la Cathédrale Saints-Michel-et-Gudule de Bruxelles.
  - Statue de Simon Stevin, à Bruges.
- 1848 : Statue équestre de Godefroid de Bouillon, sur la Place Royale à Bruxelles.
- 1851-1854 : bas relief  L'Harmonie des passions humaines décorant le fronton du Théâtre de la Monnaie à Bruxelles
- 1856 : buste de André Dumont, à l'Académie royale de Belgique, à Bruxelles.
- 1859 : le tambour en haut-relief représentant les figures allégoriques des Neuf provinces et le Génie de la Belgique, la figure assise symbolisant La Liberté des Cultes ainsi que les lions de la Colonne du Congrès à Bruxelles.
- 1860 : buste de Frère-Orban, au musée de l'art wallon, à Liège.
- 1862 : les Quatre fleuves décorant l'ancienne Gare du Nord
- 1866 : statue de André Dumont, place du Vingt-Août, à Liège.
- les statues des apôtres de l'église Saint-Jacques de Liège
- 1875 : statue de Léopold Ier sur la place Léopold Ier de Mons, déplacée en 2014 rue Pierre-Joseph Duménil[6].

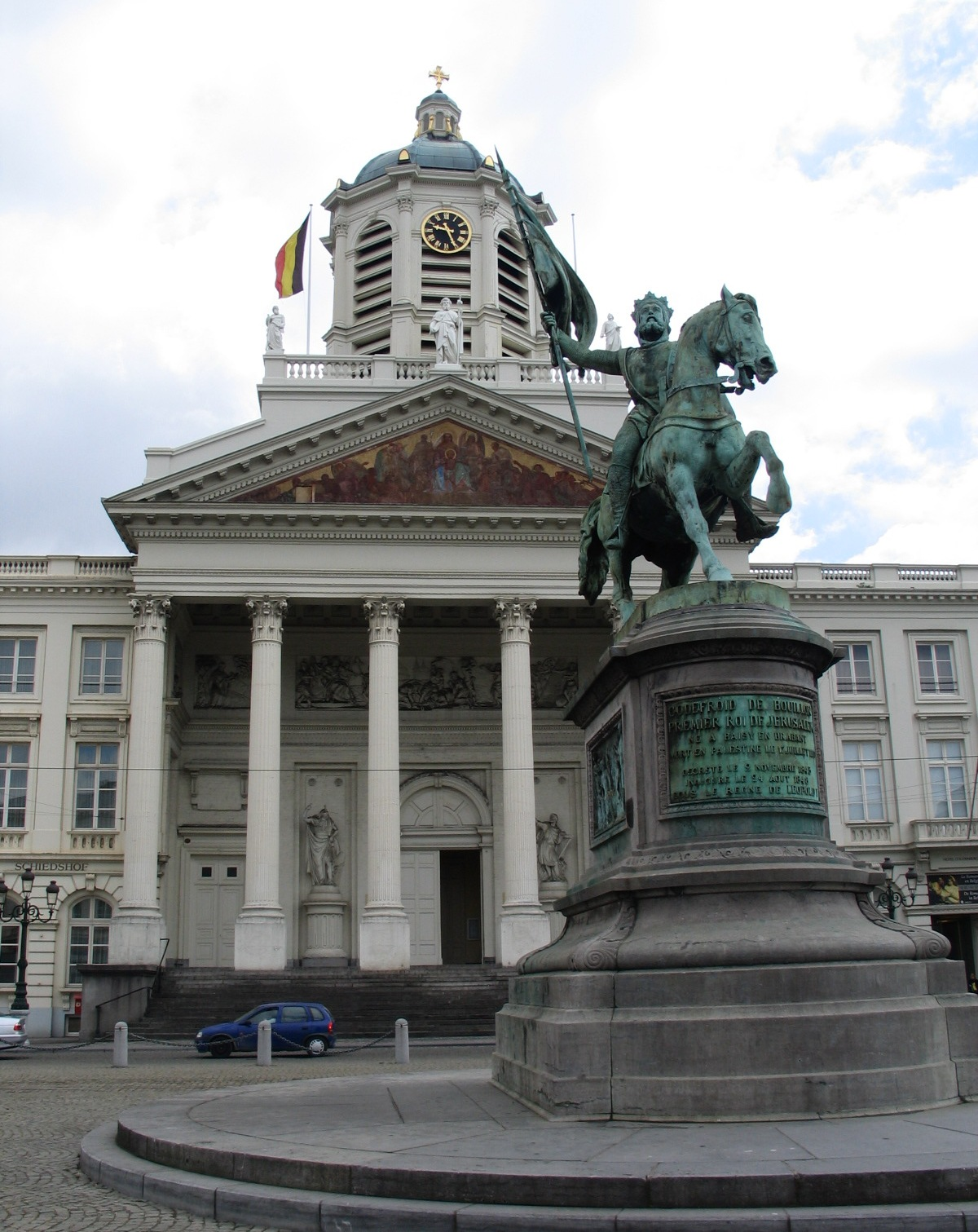
Statue équestre de Godefroid de Bouillon (1848) Place Royale - Bruxelles
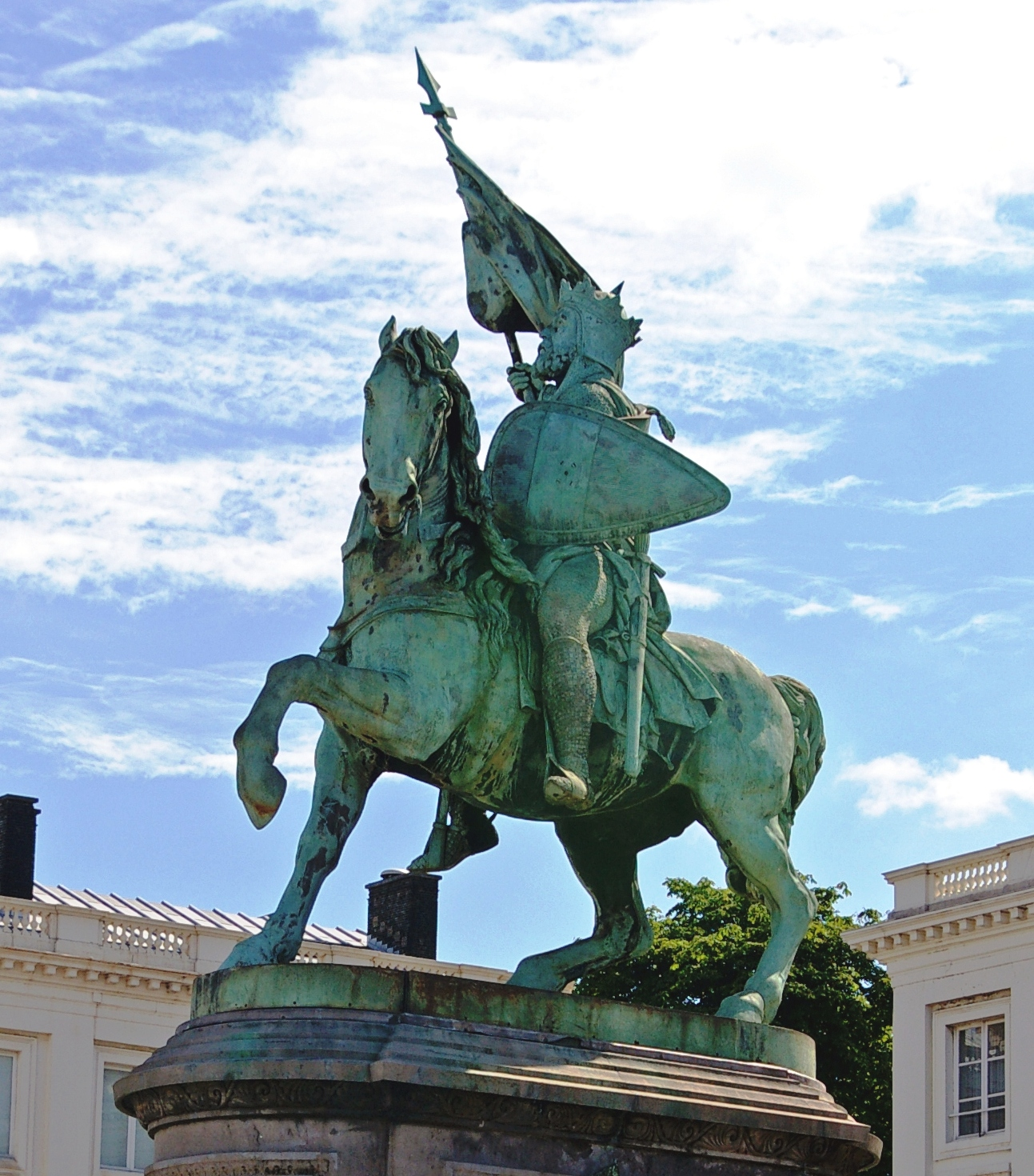
Statue équestre de Godefroid de Bouillon (1848) Place Royale - Bruxelles
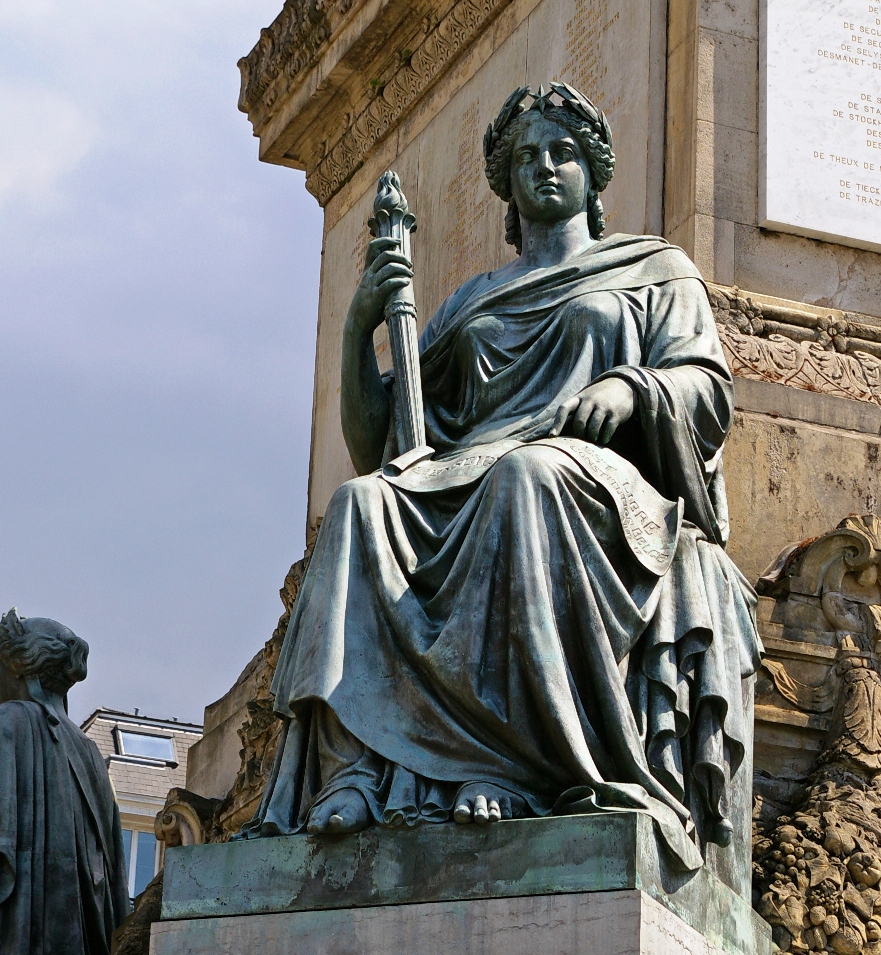
Statue allégorique de la liberté des cultes - Colonne du Congrès - Bruxelles
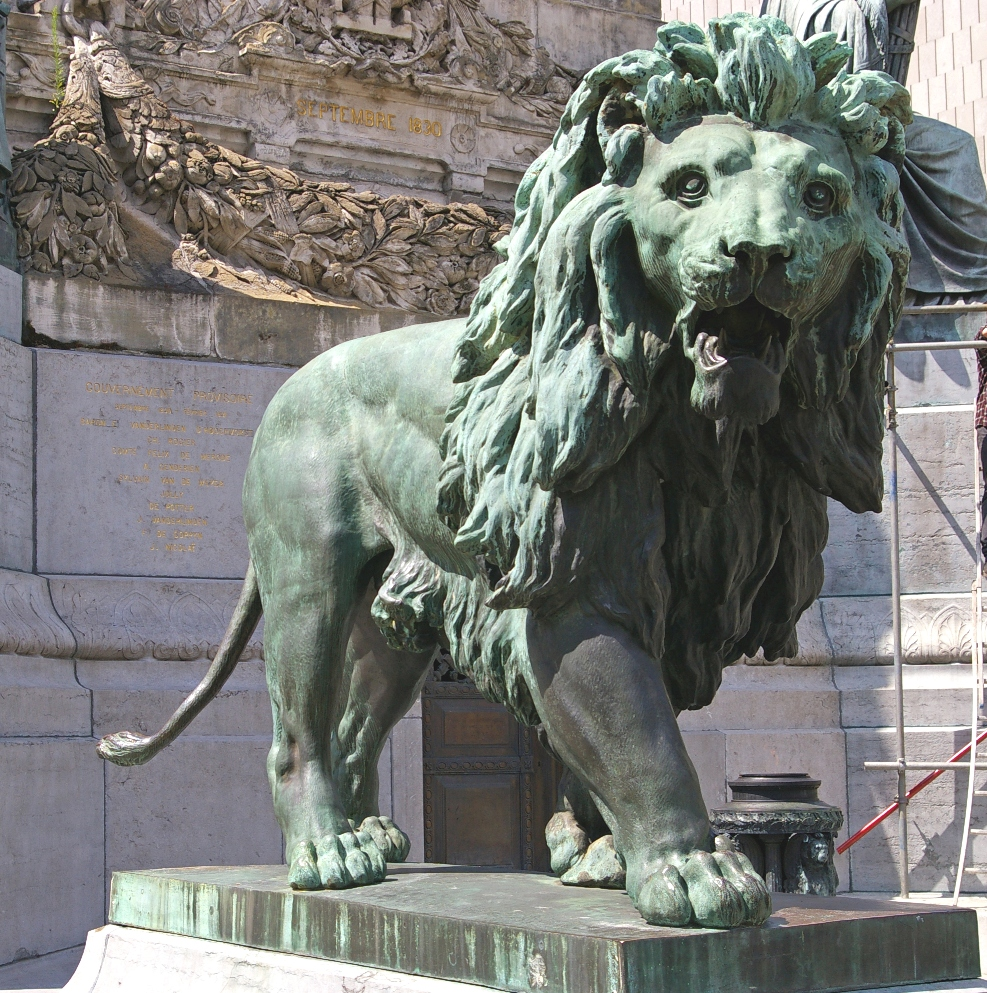
Lion (1859) Colonne du Congrès - Bruxelles
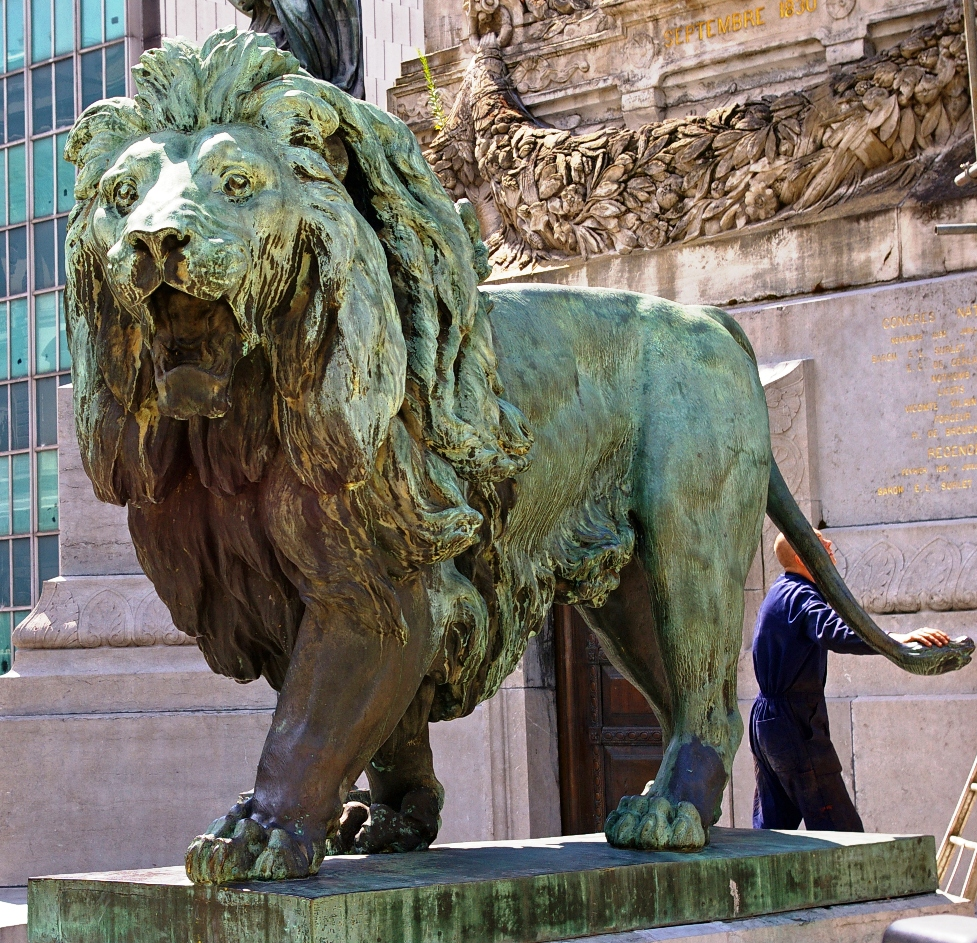
Lion (1859) Colonne du Congrès - Bruxelles
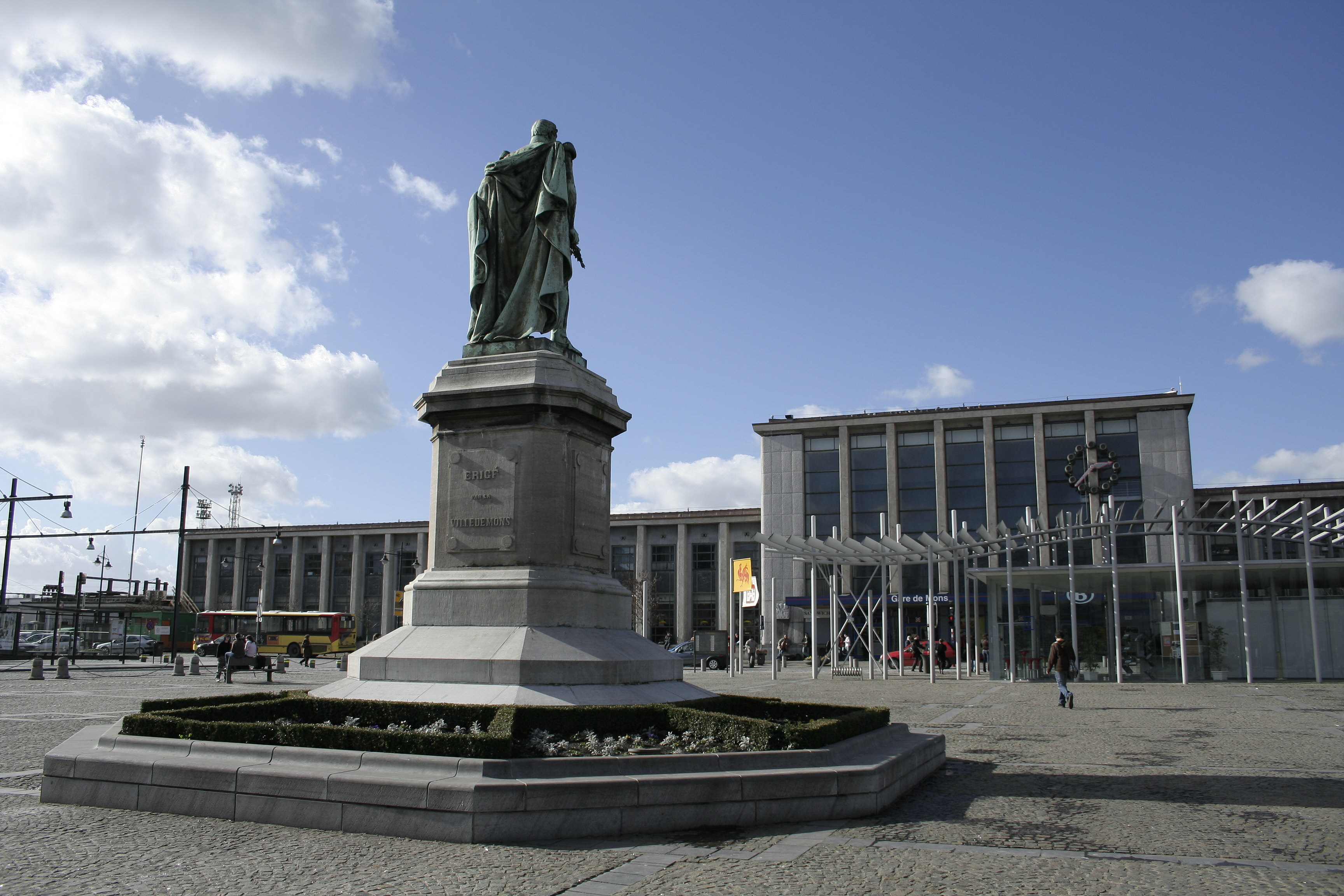
Statue de Léopold Ier - Place Léopold Ier - Mons

## Honneurs et distinctions
La place où se situait l'atelier d'Eugène Simonis à Koekelberg a été renommée place Eugène Simonis en son honneur.  La station de métro qui s'y trouve porte également son nom depuis 1982. Sur cette même place, en 2007, est inaugurée une composition sculpturale en forme de « S » en l'honneur du sculpteur. À cette composition signée Annie Jungers est ajouté un buste réalisé par Simonis. L'on trouve également une rue Eugène Simonis à Liège.
Eugène Simonis a reçu les distinctions suivantes :
- Officier de l'ordre de Léopold le 1er novembre 1851 (Belgique)[8].
- Grand officier de l'ordre de Léopold le 4 mai 1881 (Belgique)[9].
- Chevalier de l'ordre de Saint-Michel de Bavière.
- Ordre du Médjidié (Empire ottoman).